# Börsengarten
Der Börsengarten war ein auf Vereinsbasis stehender Biergarten in Königsberg. Seit 1830 gab die Gesellschaft Börsenhalle im „Jardin de Berlin“ regelmäßig Konzerte. 1833 erwarb man das Grundstück, welches man 1855 als Börsengarten einweihte. 1880 wurde das Börsengarten Portal mit Gebäude erbaut. Der Börsengarten war über Jahrzehnte der Treff- und Mittelpunkt der hohen Königsberger Gesellschaft. Selbst Wilhelm I. hat den Abend vor seiner Krönung einen Empfang im Börsengarten gegeben. Durch die deutsche Inflation 1914 bis 1923 war die Kaufmannschaft aber nicht mehr in der Lage, die Kosten für die Immobilie zu tragen und verkaufte das Grundstück 1929. 1930 entstand an gleicher Stelle das Parkhotel des Architekten Hanns Hopp. Das moderne Gebäude besteht noch und soll wieder als Hotel geführt werden.

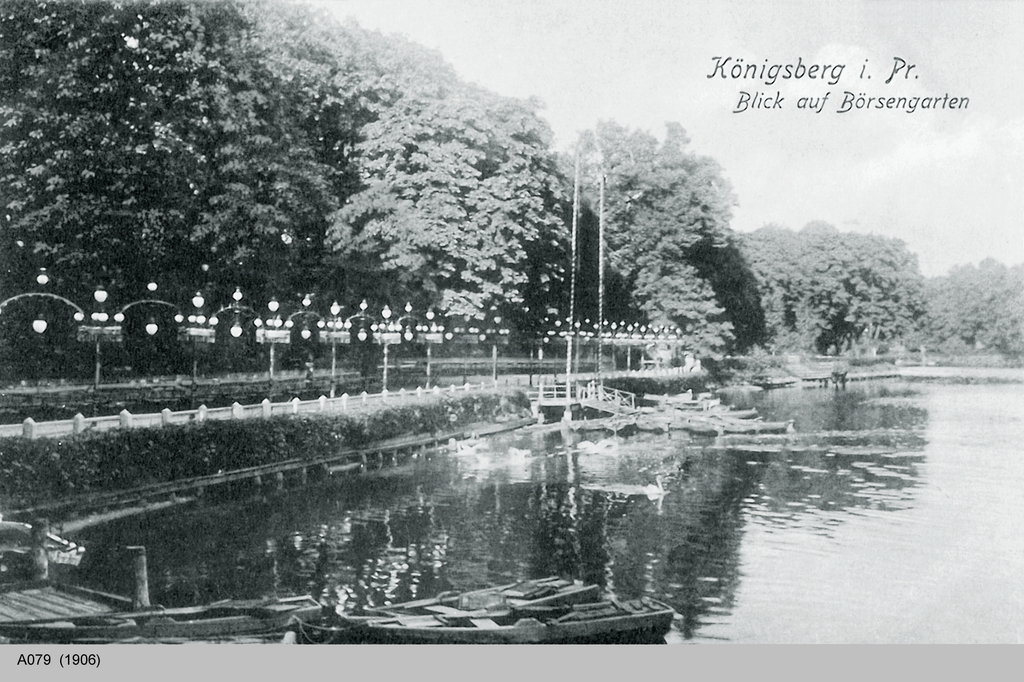
Der Börsengarten am Schlossteich
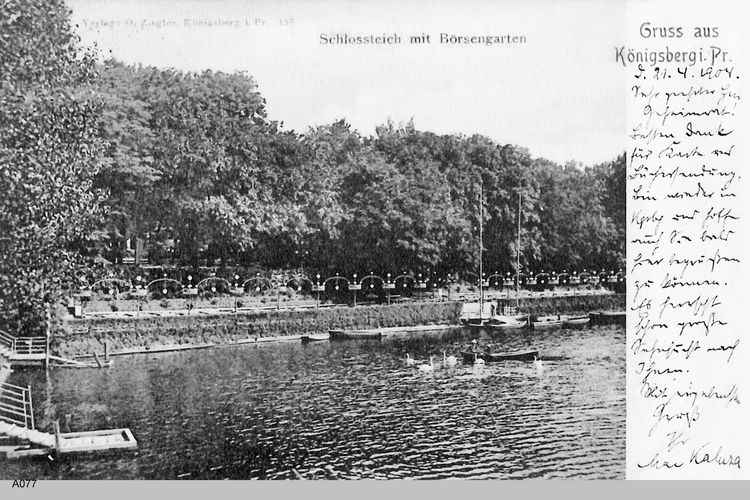
Der Börsengarten am Schlossteich
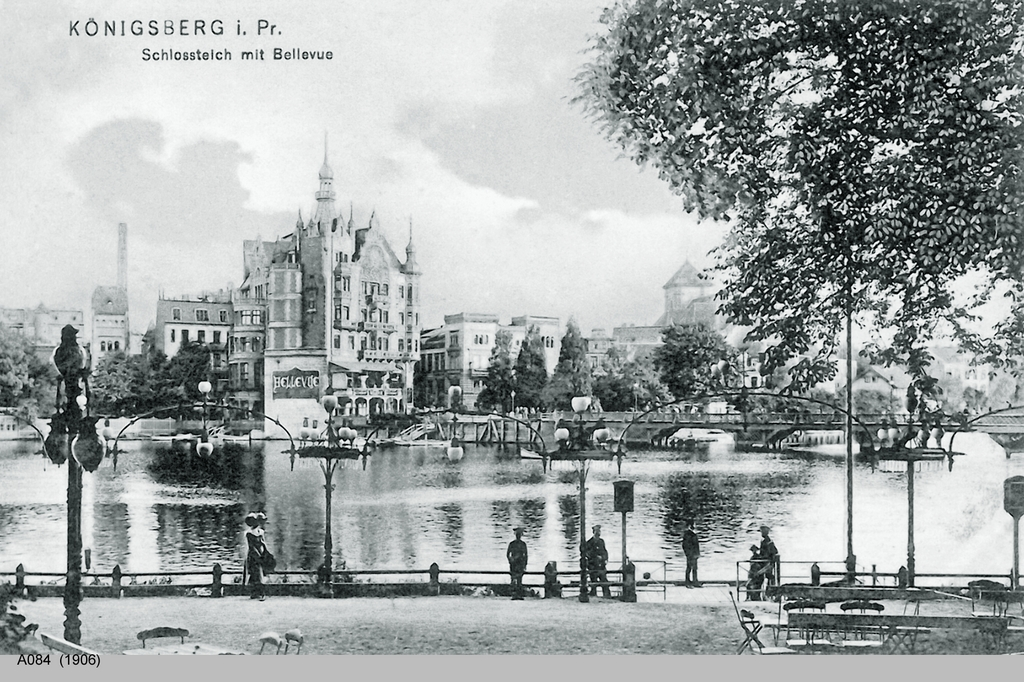
Blick vom Börsengarten auf das Hotel Bellevue
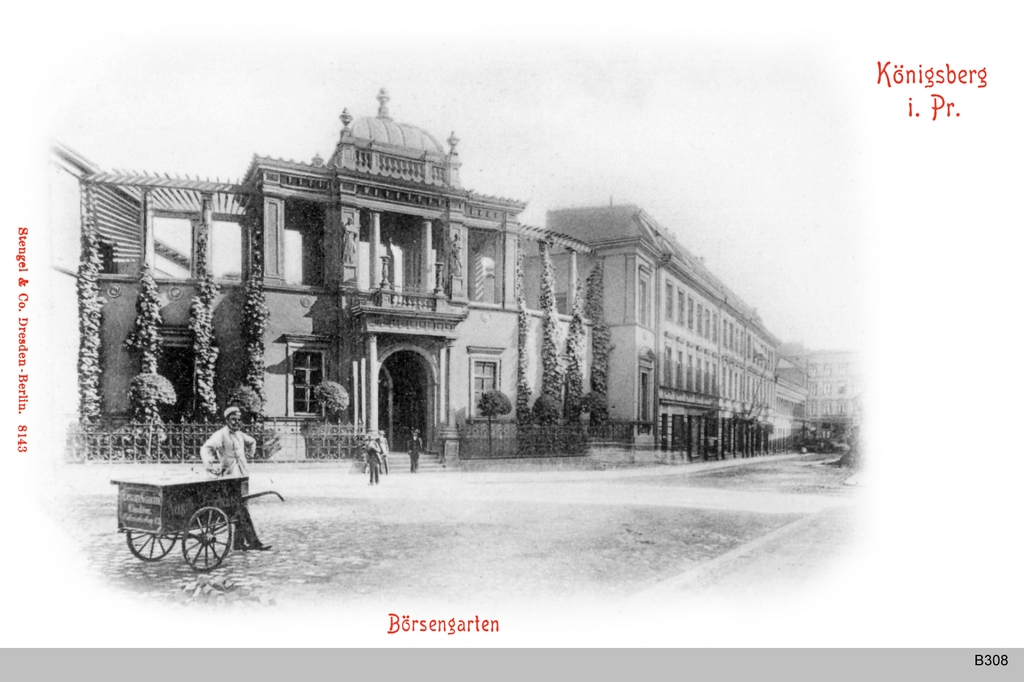
Portal des Börsengartens
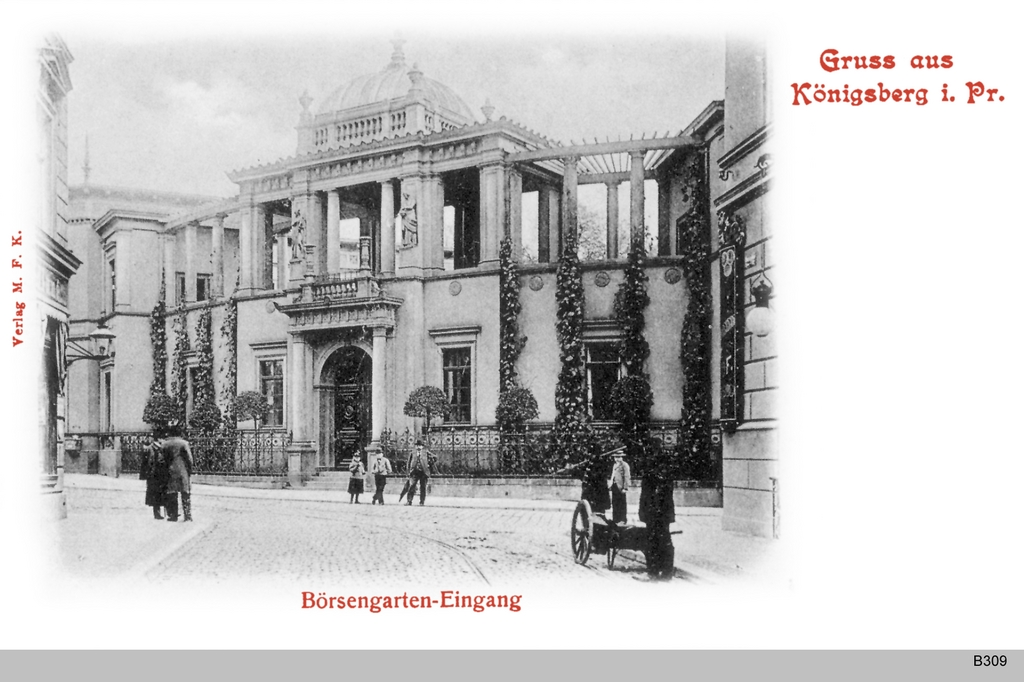
Portal und Gebäude des Börsengartens
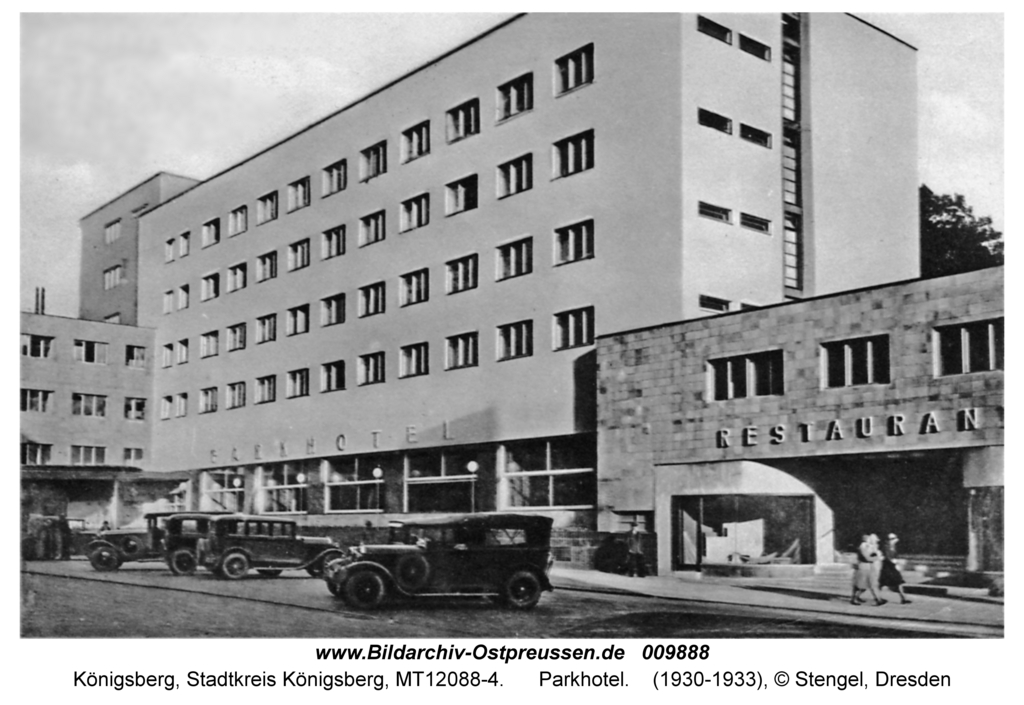
Das Parkhotel von Hanns Hopp